# Reticulitermes flavipes
Reticulitermes flavipes, también conocida como termita subterránea oriental, es la termita más común de América del Norte. Estas son los insectos destructores de madera más importantes en el ámbito económico en Estados Unidos y se clasifican como plagas. Se alimentan de la celulosa que se encuentra en la madera estructural de los edificios, accesorios, papel, libros y algodón. Una colonia madura puede variar desde veinte mil hasta cinco millones de obreras, y la reina principal pone de cinco mil a diez mil huevos por año para agregar a este total.

## Distribución
La termita subterránea oriental es la especie de Reticulitermes de mayor distribución. Habita en todo el este de Estados Unidos, incluido Texas, y se puede encontrar en latitudes tan septentrionales como el sur de Ontario. En 2006, R. flavipes también se registró en Oregón, en la costa oeste de Estados Unidos.
La especie Reticulitermes santonensis se trata como un sinónimo de R. flavipes en Francia. Esta especie de termita es originaria del sureste de Estados Unidos, y es considerada exótica o invasora en el sur de Canadá, Europa (Francia, Alemania), América del Sur (Uruguay, Chile), y las Bahamas. También se describió una infestación de origen desconocido en una casa italiana en 2008. En la isla de Tenerife (España) se reportaron focos en 2010 y 2017, y forma parte del Catálogo Español de Especies Exóticas Invasoras.

## Descripción
Las termitas subterráneas orientales, al igual que otros insectos sociales, comparten recursos y dividen el trabajo en función de un sistema de castas. Viven en sociedades vagamente asociadas llamadas colonias que están compuestas tanto por machos como por hembras. Las termitas en la colonia generalmente se organizan en obreros, soldados y la casta reproductiva.

### Casta obrera
Las obreras miden alrededor de 3 mm de largo y son ciegas, sin alas, de cuerpo blando, de color blanco crema a blanco grisáceo con cabeza redonda. Constituyen la mayoría de las termitas que realmente se alimentan con madera. Son estériles, buscan comida y agua, construyen y reparan refugios, alimentan y acicalan a otras termitas, cuidan los huevos y las crías y participan en la defensa de la colonia.

### Casta de soldados

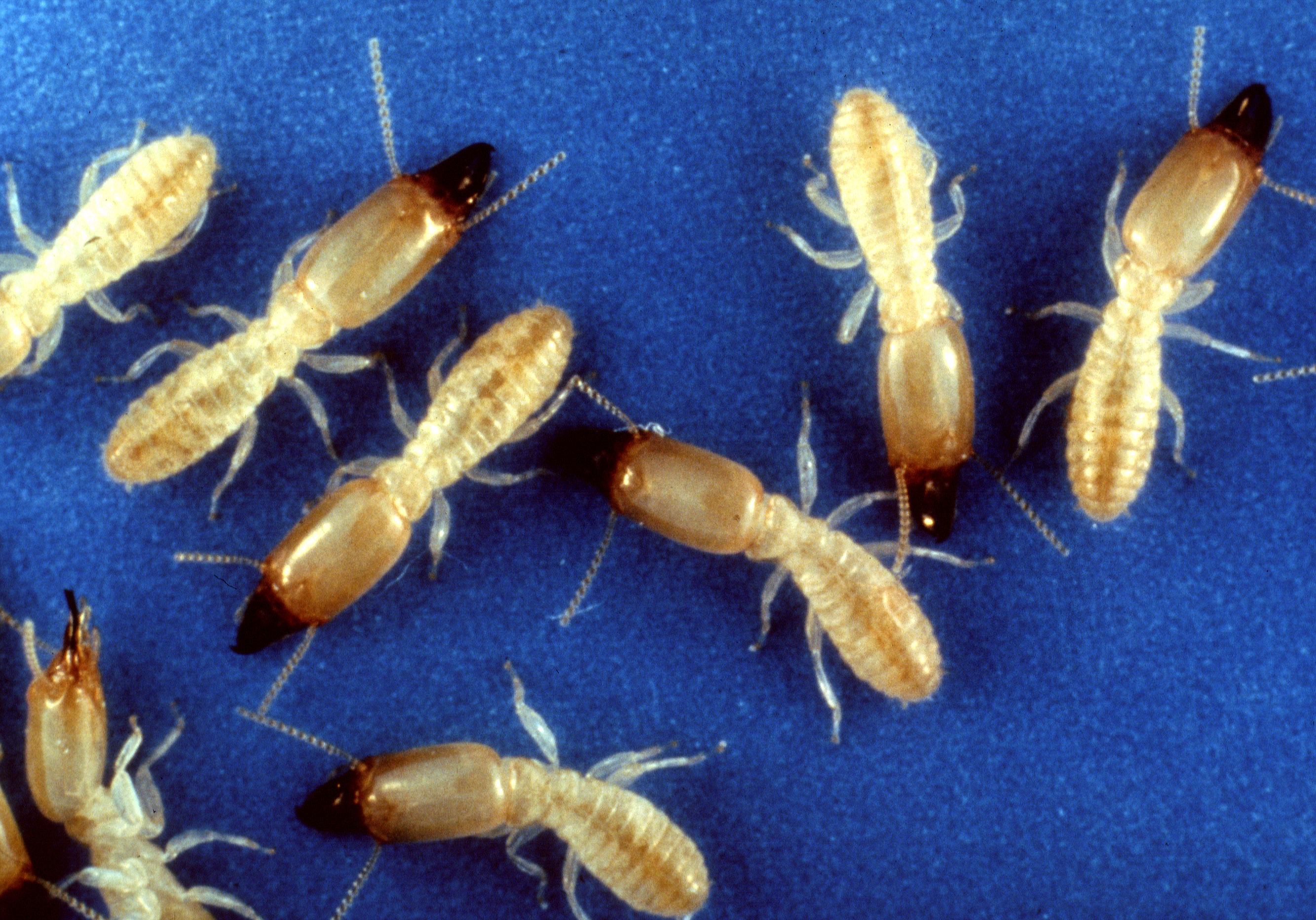
Un conjunto de R. flavipes soldado.

Las termitas soldado tampoco tienen alas y se parecen a las obreras, excepto que tienen la cabeza grande, rectangular, de color marrón amarillento con largas mandíbulas negras. La función principal de los soldados es la defensa de la colonia, y las mandíbulas se utilizan principalmente para aplastar hormigas enemigas que puedan invadir su territorio. Además, R. flavipes presenta una fontanela (poro de la glándula frontal) en la frente, desde la cual secreta una mezcla de compuestos terpenoides. Estas secreciones se utilizan para defender la colonia de depredadores como las hormigas.
La casta de los soldados solo representa del 1 al 2 % de toda la población de la colonia. Los soldados no son capaces de alimentarse por sí mismos y dependen de las termitas obreras para que les proporcionen alimento mediante regurgitación. Se tiene constancia de que los soldados protegen a las termitas aladas cuando comienzan a abandonar el nido. Tal vez, en consecuencia, las poblaciones de soldados alcanzan su punto álgido en primavera, a medida que aumentan las temperaturas.

### Casta reproductiva

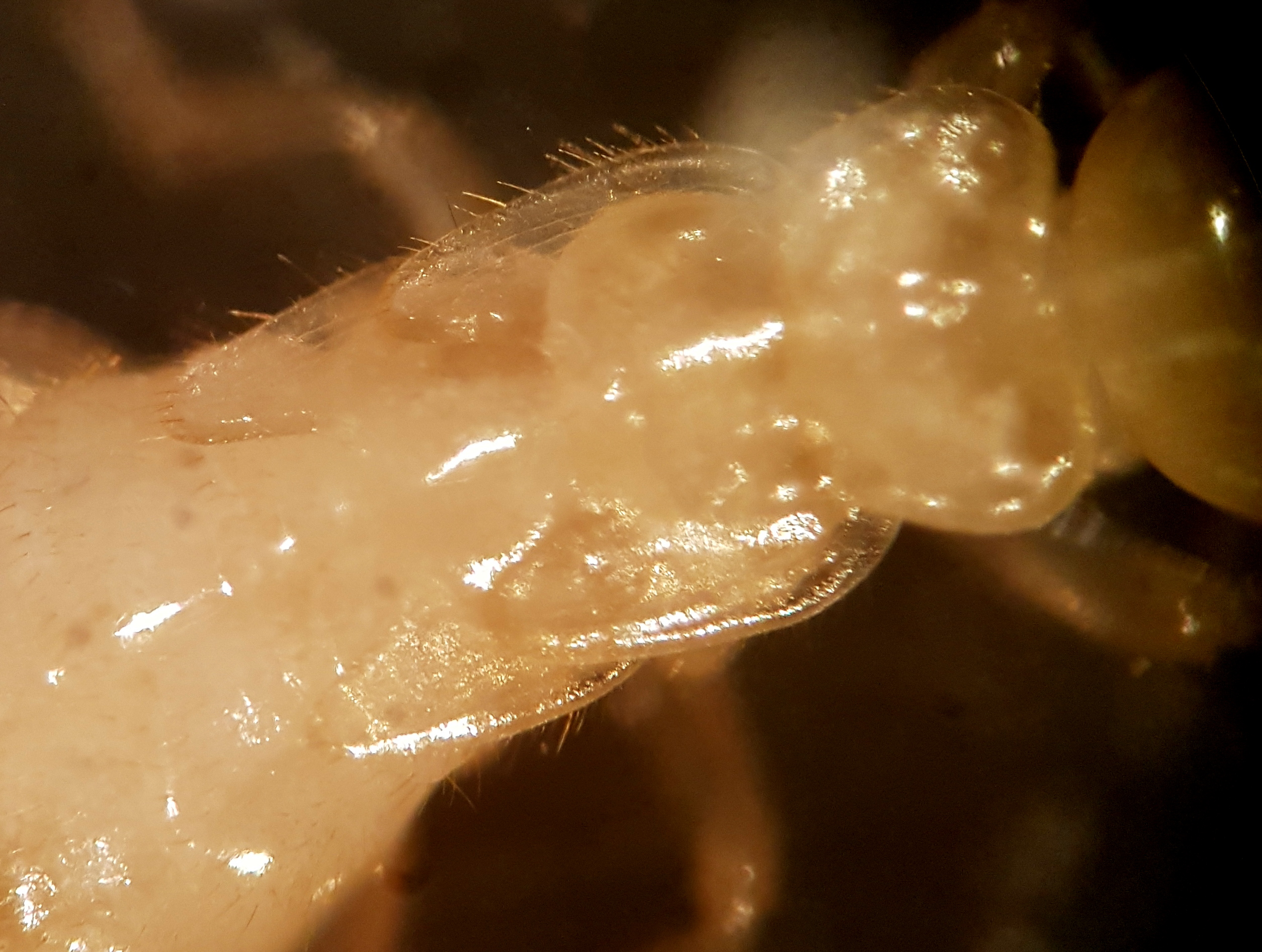
Brotes de alas de una ninfa.

Las termitas inmaduras en la línea sexual o reproductiva se llaman ninfas y pueden distinguirse de las obreras por la presencia de alas incipientes. En condiciones naturales, el trabajo que realizan en el nido es insignificante en comparación con el que aportan las obreras. Pueden alimentarse por sí mismos, pero existe un debate sobre cuánto tiempo (en cuántos estadios) retienen esta capacidad.
Los alados (del latín ālātus, «que tiene alas») son adultos sexualmente maduros que son capaces de dispersarse y cruzarse. En R. flavipes, miden entre 8.5 y 10 mm de largo hasta las puntas de las alas, y tienen ojos compuestos, ocelos y una cutícula completamente esclerotizada de color marrón oscuro a negro. Como sugiere el nombre de la especie (flāvī, «amarillo», y pēs, «pie»), los tarsos son amarillentos. Para distinguir R. flavipes de especies similares, se puede utilizar la posición de los ocelos: mirando la cabeza de lado, la distancia entre el ocelo y el ojo compuesto más cercano es al menos tan grande como el diámetro del ocelo. Los alados siempre se desarrollan a partir de ninfas, y la última etapa ninfal se caracteriza por brotes de alas particularmente largos. Después de dejar sus nidos y formar un enjambre, los alados macho y hembra se aparean, mudan sus alas, comienzan a excavar un nuevo nido y se reproducen. A partir de este momento, se les denomina reyes y reinas como reproductores primarios.

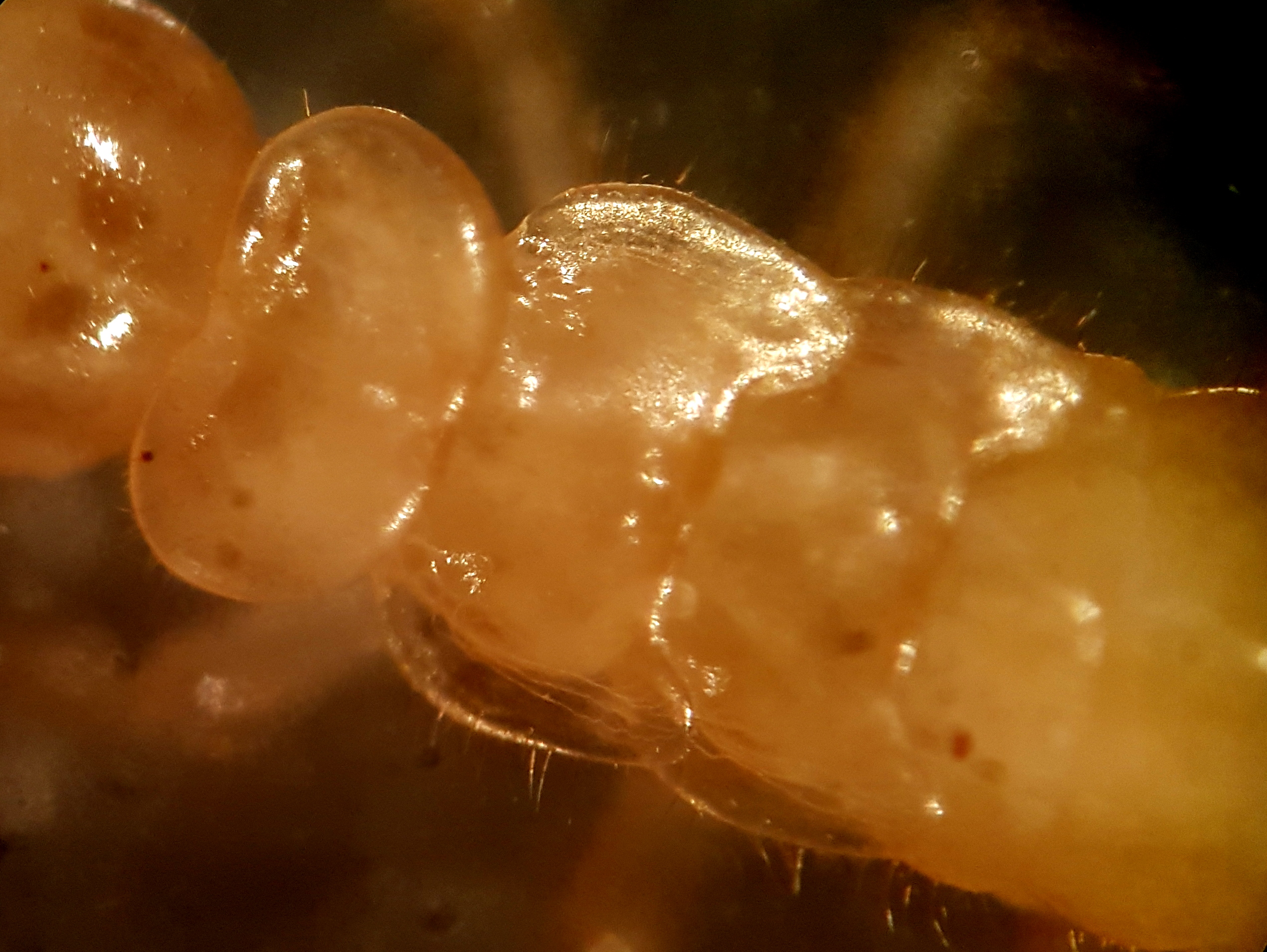
Brotes de alas de un neoténico braquíptero.

Los reproductores secundarios, o neoténicos, se desarrollan a partir de la casta reproductiva (neoténico braquípteros) o, en casos raros, de la casta obrera (ergatoides). Los ergatoides son los únicos miembros de la casta reproductiva que no tienen alas ni brotes de alas. Al igual que los obreros, los soldados y las ninfas, no tienen ojos. Los ergatoides rara vez se encuentran en la naturaleza.
Los neoténicos braquípteros, que son comunes en la población francesa de R. flavipes (anteriormente R. santonensis), se desarrollan a partir de ninfas a través de una etapa neoténica prebraquíptera similar a una ninfa. Se pueden distinguir de las ninfas por sus alas más cortas (brachy-, «cortas», y -pteras, «que tienen alas»), pigmentación más oscura, esclerotización leve y abdomen más largo. Al igual que los alados, los neoténicos braquípteros también tienen ojos compuestos y ocelos. Las hembras neoténicas ponen huevos a un ritmo menor que las reinas, pero cuando están presentes en grandes cantidades, pueden desempeñar un papel importante en el crecimiento de la colonia.

## Biología

### Ciclo de vida

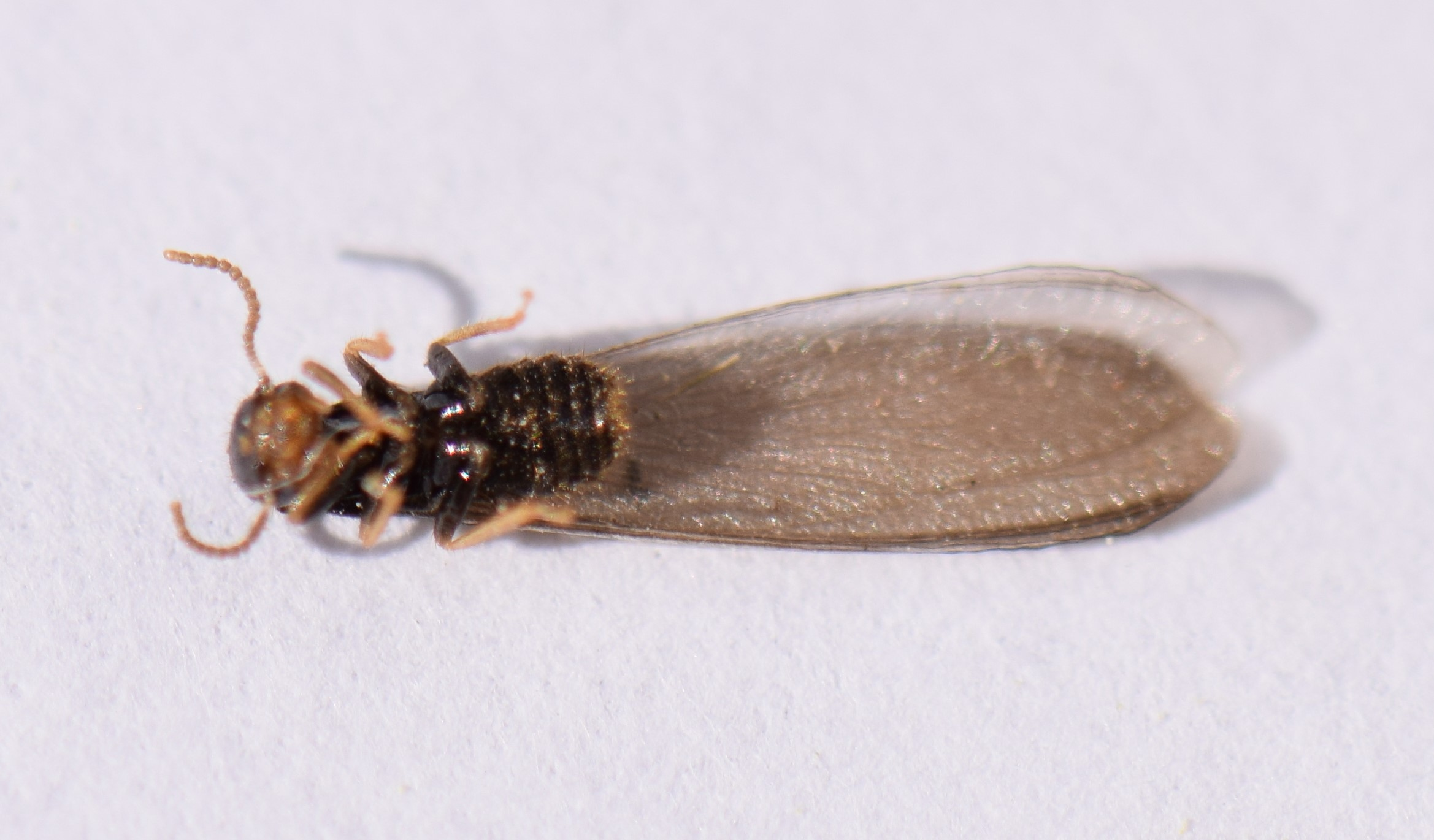
Vista ventral de un individuo alado.

R. flavipes es una especie oportunista, y una termita recién nacida puede convertirse en cualquiera de las varias castas. Al principio, se desarrolla como una termita obrera y lo más probable es que siga siéndolo durante toda su vida útil. La muda puede convertir al trabajador en presoldado y, posteriormente, en soldado. La casta de los soldados es una etapa terminal que ya no puede mudar.
R. flavipes también muda durante la etapa ninfal, que son los precursores de las termitas adultas aladas sexualmente maduras. Las termitas ninfales no son terminales y pueden volver a la etapa de obrera. Estas ninfas revertidas se llaman pseudorgatas. Las ninfas y las obreras también pueden convertirse en reproductores neoténicos secundarios y terciarios, respectivamente.

### Comportamiento
Debido a que las termitas son insectos sociales, comparten muchas de sus tareas. Esto se puede ver en todo el sistema de castas, donde diferentes grupos asumen diferentes responsabilidades para mejorar el funcionamiento de toda la colonia. R. flavipes coopera en el cuidado de las crías y también comparte sus recursos con el nido. Durante las horas diurnas de febrero a abril grandes enjambres de R. flavipes alados salen a la superficie. Posteriormente, alados masculinos y femeninos pierden sus alas, se emparejan y forman nuevas colonias.

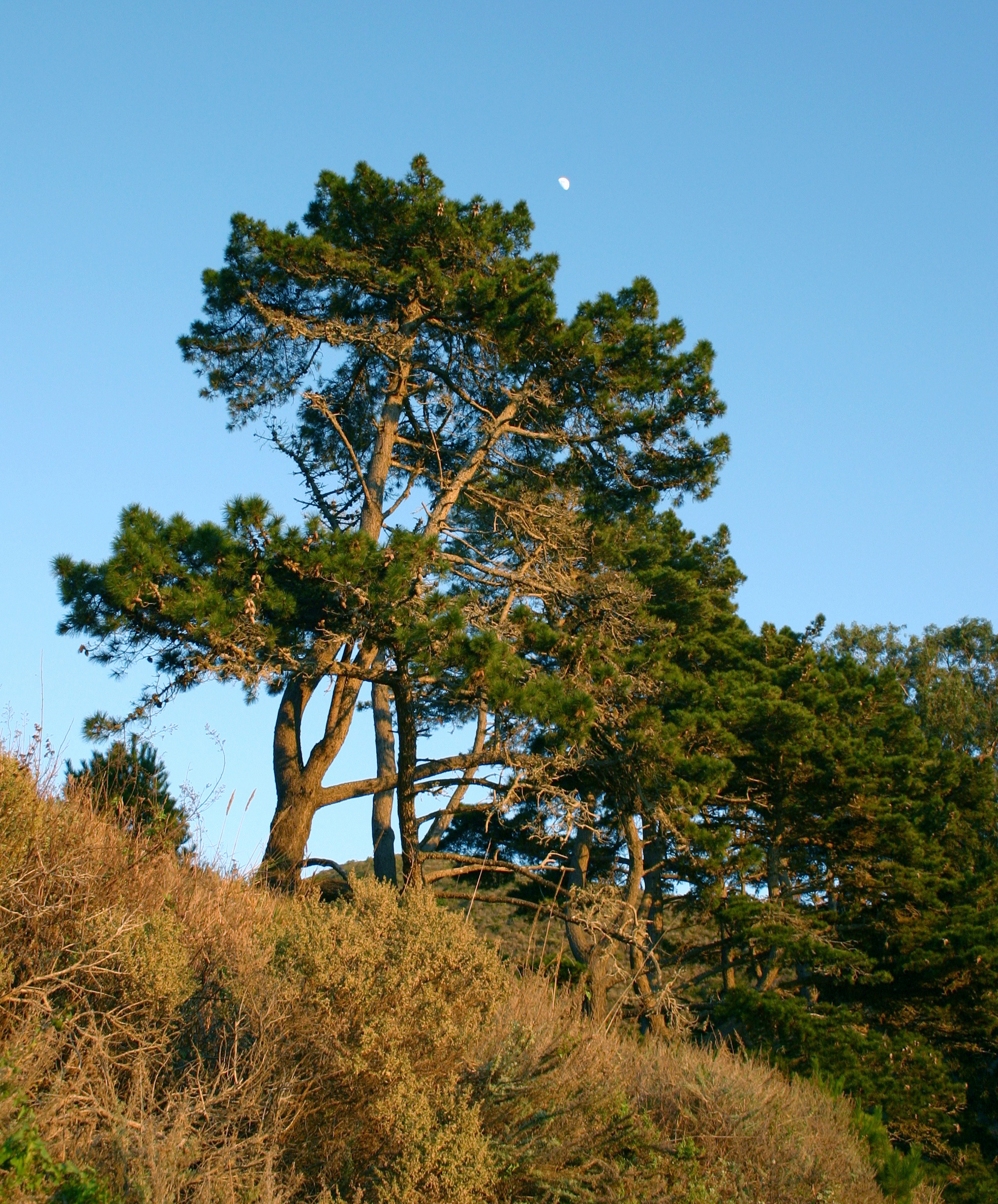
Ejemplares de Pinus radiata. R. flavipes podría tener inclinación por su madera.

Esta especie de termita puede llegar a ser nómada a lo largo de su vida, y no existe un área de nido central permanente. Por lo tanto, todas las castas de termitas pueden ocupar cualquiera zona de una colonia. Su actividad está determinada por el alimento, la humedad y la temperatura, y su desplazamiento suele ser impulsado por una de estas necesidades. Las termitas se alimentan de cualquier objeto de celulosa o que la contenga, pero también hacen túneles en material sin celulosa para acceder a su destino. Este comportamiento puede ser destructivo para las actividades humanas. Aunque la preferencia alimentaria puede variar según diferentes factores, un estudio en Chile señaló la preferencia de R. flavipes por la madera de álamo, eucalipto común, pino radiata y raulí, que mostraron un índice de ataque entre alto y medio. Menor inclinación mostraron hacia especies de alta densidad como el algarrobo, tamarugo y roble, así como materiales con características insecticidas como el ciprés de la cordillera y el quillay.

## Impacto a la biodiversidad
Su gran distribución mundial —la mayor del género Reticulitermes— se asienta sobre rasgos como su rápida producción de reproductores neoténicos y la frecuencia de fusión entre colonias, a lo que se suma la dispersión por parte humana. El éxito de la fundación de nidos de R. flavipes también se ve favorecido por el calentamiento global, puesto que su mayor tasa de actividad y de consumo de madera se produce en temperaturas altas (aunque se puede desenvolver entre 3 y 35° C). Su tasa de expansión es mayor en islas oceánicas (especialmente en Macaronesia), donde estos tipos de termitas encuentra nichos vacíos y mayor humedad. Como especie foránea e invasora, pone en riesgo a la biodiversidad local al mermar su población y catalizar su extinción.

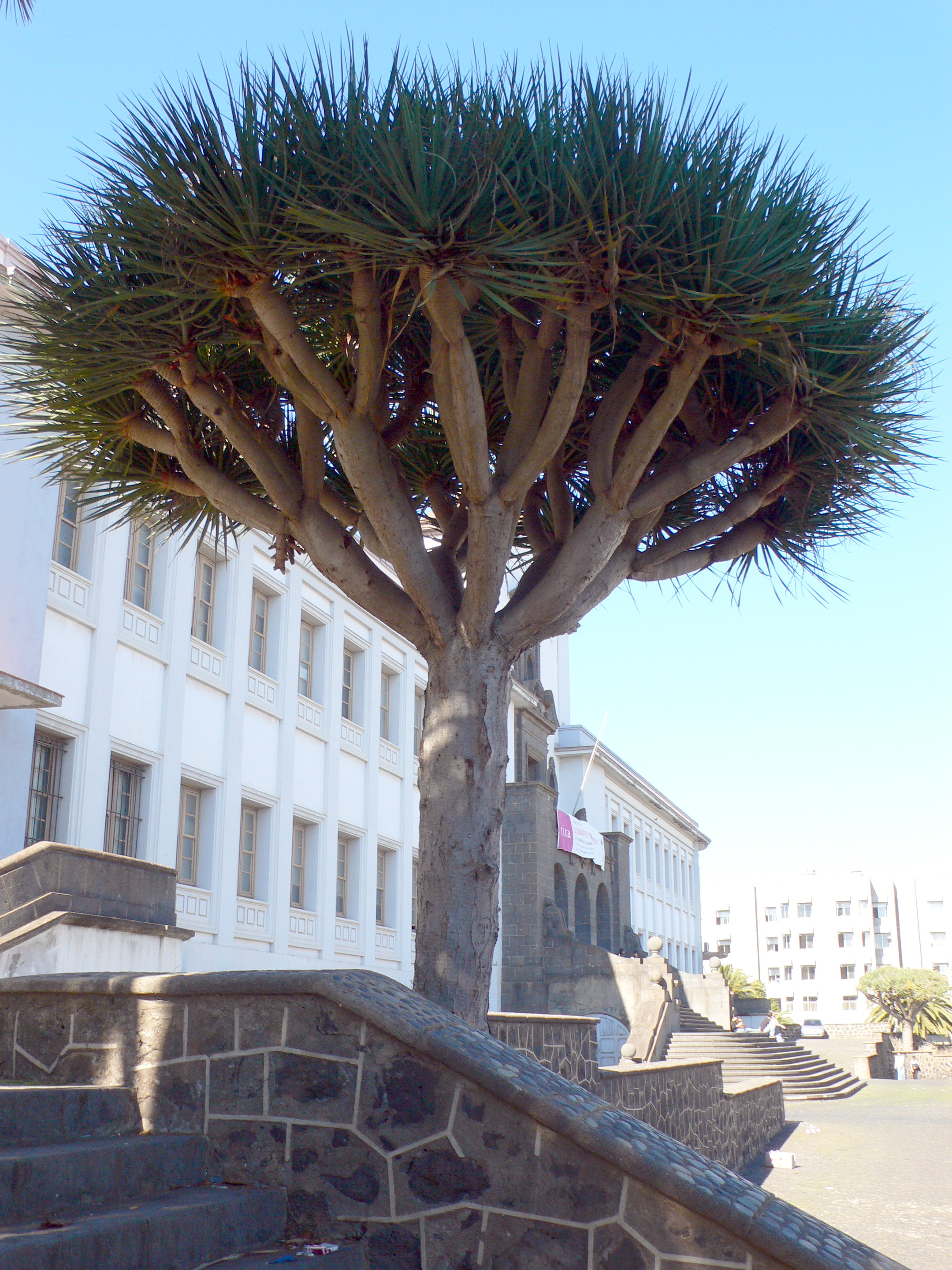
Un drago (Dracaena draco) en la isla de Tenerife. La especie, originaria de Macaronesia y el norte de África, se puede ver afectada por R. flavipes.

R. flavipes puede tener especial efecto en especies vegetales nativas, puesto que se ha documentado su consumo de madera viva. También puede afectar a cosechas, árboles frutales y plantas ornamentales. En lugares como la isla de Tenerife se ha detectado en plantas y árboles locales Euphorbia lamarckii y Dracaena draco. Los xilófagos autóctonos también se pueden ver desplazados por la competencia directa con R. flavipes dada su voracidad. Otro riesgo para la biodiversidad supone la introducción de parásitos y enfermedades; por ejemplo, las termitas pueden portar consigo ácaros americanos. Su presencia también puede amenazar otras especies de Reticulitermes nativas.

## Impacto humano
Junto con Reticulitermes virginica, R. flavipes es responsable del 80 % de los 2200 millones de dólares que invierte anualmente en Estados Unidos en el control de termitas. Las termitas se alimentan de la celulosa de la madera, lo que significa que su presencia en las estructuras humanas a menudo pasa desapercibida durante largos períodos de tiempo. Una madera infestada de termitas parecerá estructuralmente sólida desde el exterior, mientras que por dentro tendrá una apariencia de panal. Para detectar la presencia de R. flavipes, el observador puede probar la integridad de la madera golpeándola con un destornillador; en caso afirmativo, se observarían cerca o debajo del nivel del suelo. Las molduras, el contrapiso, el suelo y las vigas estructurales son las áreas de un edificio más susceptibles al daño por termitas. La termita subterránea oriental se considera una plaga económica grave de la madera, y se estima que en áreas de alta actividad, más de uno de cada cinco hogares han sido o serán atacados.
Los métodos de control de termitas incluyen: barreras físicas, tratamientos químicos y tratamientos físicos (como calor, congelación, electrocución e irradiación de microondas). También se plantea el uso de un control biológico por parte de hormigas como Solenopsis gayi. En condiciones de laboratorio, estas se mostraron herméticas ante la intrusión de R. flavipes y con tendencias agresivas. Por su parte, R. flavipes también es hermética ante S. gayi intrusas, pero en menor grado. En las termitas receptoras se observó un mayor tiempo de reconocimiento y de rechazo.
En Uruguay R. flavipes es catalogada como plaga y se consideran los insectos que mayor impacto económico y social causan en la destrucción de madera y derivados. Introducida en 1960 en Montevideo mediante transporte e importación accidental, ocupa además áreas como Canelones y Maldonado. Entre los métodos preventivos que recomienda el país se incluye una inspección del terreno y tocones cercanos y el uso de termiticidas. Para la eliminación de focos se requiere eliminar la humedad del suelo y la infiltración de lluvia, además del uso de químicos.
El daño estructural a los edificios no es el único impacto de R. flavipes en los seres humanos. Las termitas también juegan un papel fundamental en la descomposición de la materia orgánica en los hábitats naturales. Sin termitas, la acumulación de materia orgánica muerta en el suelo de los bosques sería perjudicial para la integridad de ese ecosistema. Los beneficios proporcionados por R. flavipes en términos de su contribución a la regulación ambiental pueden superar con creces las desventajas que plantean.